# Buchanania axillaris
Buchanania axillaris är en sumakväxtart som först beskrevs av Louis Auguste Joseph Desrousseaux, och fick sitt nu gällande namn av T.P. Ramamoorthy. Buchanania axillaris ingår i släktet Buchanania och familjen sumakväxter. Inga underarter finns listade i Catalogue of Life.